# Jean Camille Joseph Masson
Pour les articles homonymes, voir Masson et Jean Masson.
Jean Camille Joseph Masson, né le 15 mai 1923 à Saint-Dié dans les Vosges et mort le 24 février 2019 à Ollioules (Var) à l’âge de 95 ans, est un membre du commando Kieffer. 
Il a participé au débarquement de Normandie, puis à celui de Flessingue et à la campagne de Hollande et d'Allemagne.

## Biographie
Jean Masson est apprenti fondeur chez un de ses oncles, jusqu'à l'âge de 18 ans. En 1941 il décide de passer la ligne de démarcation avec un camarade pour rejoindre la Zone libre. Parvenu à Toulon, il s'engage dans la Marine, et poursuit de juillet 1941 à octobre 1942 une formation d'électromécanicien à Bizerte en Tunisie. 
Volontaire pour servir en Égypte[réf. nécessaire], il rentre en France où, après l'invasion de la zone libre, il décide de rejoindre l'Angleterre en passant par l'Espagne, après s'être fait embaucher dans une centrale électrique. Il part le 30 avril 1943 pour l'Andorre ; arrêté en Espagne par la Guardia civil, il est emprisonné à Lérida. 
Libéré au bout de deux mois par des Américains de la Croix-Rouge, il attend six mois de plus avant de pouvoir embarquer pour Casablanca en passant par Malaga. Fin 1943, il part avec un convoi anglais et parvient le 1er janvier 1944 en Angleterre, où il rejoint la caserne de Bir-Hakeim.
Voulant servir dans les commandos, il suit l'entraînement spécial à Wrexham sous les ordres du lieutenant Amaury, puis rejoint le commando numéro 10 où il est affecté à la « No. 1 French Troop », dans la section Pinelli. Il participe au débarquement en Normandie le 6 juin 1944. Le jour même, il est blessé par un tir de mortier, et laissé pour mort sur la plage, puis évacué le 9 juin vers l'Angleterre pour trois mois de convalescence. Il prend part ensuite au débarquement de Flessingue, puis à la totalité de la campagne de Hollande et d'Allemagne. Il est démobilisé en 1945.
Il meurt le 24 février 2019. Geneviève Darrieussecq, secrétaire d'État, lui rend hommage.

## Décorations
- Officier de la Légion d'honneur (4 juillet 2014)[6]
- Médaille militaire
- Chevalier de l'ordre national du Mérite
- Croix de guerre 1939–1945
- Médaille des évadés
- Croix du combattant volontaire de la guerre de 1939–1945
- Médaille commémorative française de la guerre 1939–1945
- Insigne des blessés militaires